# برينة
بَرَيِّنَة هي بلدية تقع في جنوب موريتانيا بولاية ترارزة وتتبع إداريا لمقاطعة اركيز وتبعد عنه حوالي 30 كم شمالاً. برينة المعروفة في منطقة القبلة إذ تحتضن محاظر ومدارس قرآنية طالما أنجبت فطاحلة العلماء وفحول الشعراء نذكر بينهم على سبيل الذكر لا الحصر:
العلم العلامة الحبر الفهامة القاضي والشاعر محمدعالي ولدفتى.
الولي الصالح الشيخ محمد الحافظ الطلبة.
الولي التقي النقي والشاعر الورع والمقدم المجدد الصوفي التجاني الإبرهيمي الشيخ الشيخاني ولد محمد الطلبة.
العالم الجليل سيدمحمدآب
رحم الله الجميع
وشهدت برينة في السنوات الأخيرة انفتاحا واسعا وتطورا ملحوظا في كل المجالات حيث كانت صاحبة أول مواقع عربية من موريتانيا إذكانت المبادرة من شبابها الواعي والمثقف في سبيل التعريف بهذا الصرح الخالد ومجتمعه العريق منبع الأصالة وكرم الضيافة وحسن الأخلاق www.bareine.net
www.bareine.com
وفي مجال العلم الحديث والدراسة تضم برينة عدة مدارس ابتدائية وإعدادية وثانوية خرجت أطباء ودكاترة ومهندسين كان لهم دور بارز في النهضة بالبلدية والسير بها نحو الرقي والازدهار
وفي المجال الاجتماعي تنتشر ثقافة التكافل والتضامن بين السكان وتتمتع برينة بشباب ناضج يحمل هم المجتمع ويقدم خدمات جليلة من أعمال تتطوعية تشمل المساعدة في نظافة القرية والمشاركة في بناء المساجد إلى غيرذالك من الخدمات العامة.
وبماأن الجسم السليم في العقل السليم فإن شباب برينة شباب رياضي حيث ينظم في العطلة الصيفية مهرجانا ثقافيا ورياضيا ينظم فيه بطولة يشارك فيها جميع الأحياء وتتضمن ثلاث درجات

## معلومات عامة عن برينة
- أول عمدة لبرينة هو محمد يحيى ولد فتى سنة 1989 تم التنصيب يوم 19 يناير

والعمدة الحالي محمد عبد الله ولد الشيخاني 2007-2019
- برينة تضم خمسة أحياء وهي الجامع والإداري وفاس ومدينة والحزام
- تضم برينة أربعة مساجد وجامعين كبيرين
- تتبع لبرينة عددة قرى من أهمها :بلغربان وببكر ومعط مولانا والمتين والربينة وانعيمات والرباط وتمبيعلي